# カオス
カオス（古希: Χάος、古代ギリシア語ラテン翻字: Kháos）とは、ギリシア神話における原初の神である。

## 概要
主神ゼウスをはじめとするギリシャ神話体系における原初の神であり、全ての神々や英雄たちの祖にあたる。
オルペウスによれば、このカオスは有限なる存在全てを超越する無限を象徴しているという。
カオスの名は「大口を開けた」「空（から）の空間」の意味を持つ。
配偶神はおらず、奈落のタルタロス、大地のガイア、愛と欲望のエロース、暗黒のエレボス、夜のニュクスを生み出した。

## 神統記における記述
ヘーシオドスの『神統記』によれば、世界の始まりにあって存在した原初の神である。世界（宇宙）が始まるとき、事物が存在を確保できる場所（コーラー）が必要であり、何もない「場」すなわち空隙として最初にカオスが存在し、そのなかにあって例えば大地（ガイア）などが存在を現した。また、ヘーシオドスはカオスのことをカズム（裂け目）とも呼んでいる。カオスの生成に続いてガイア（大地）が生まれ、次に暗冥の地下の奥底であるタルタロスが生まれた。また、いとも美しきエロース（原愛）が生まれた。しかし、これらの原初の神々はカオスの子とはされていない。カオスより生まれたものは、エレボス（幽冥）と暗きニュクス（夜）である。更に、ニュクスよりアイテール（高天の気）とヘーメレー（ヘーメラー・昼光）が生まれた。世界はこのようにして始まったと、ヘーシオドスはうたっている。

## 影響
小惑星カオスはカオスにちなんで名付けられた。